# Samuel LaVoice
Samuel LaVoice (Syracuse, augustus 1882 - Oneida County, 6 april 1905) was een Amerikaans wielrenner. Hij nam deel aan de derde Olympische Spelen in St. Louis, Missouri in 1904.

## Belangrijkste resultaten
OS 1904
4 op de 25 mijl